# Петровский-Штерн, Йоханан
Йоханан Петровски-Штерн (англ. Yohanan Petrovsky-Shtern, при рождении Иван Миронович Петровский; род. 6 апреля 1962, Киев) — советский и американский историк, филолог, эссеист, переводчик. Профессор еврейской истории Северо-западного университета (Иллинойс, США).

## Биография
Родился в Киеве, в семье известного филолога Мирона Петровского, младшая сестра — русский филолог, немецкая журналистка и писательница Катя Петровская  (род. 1970).
В 1984 году окончил романо-германское отделение филологического факультета Киевского государственного университета  имени Т. Г. Шевченко.
В 1988 году в МГУ защитил диссертацию на соискание учёной степени кандидата филологических наук по теме «Поэтика Габриэля Гарсиа Маркеса».
В 2001 году получил степень доктора философии по истории в Брандейском университете (Массачусетс) по современной еврейской истории.
Удостоен награды Еврейского университета в Иерусалиме. Приглашённый профессор Спертусовского института в Чикаго.
Преподавал в Высшей школе социальных наук в Париже, а также в Польше и в Киево-Могилянской академии на Украине. Автор монографий и статей.
Известны его работы по еврейской истории, критика сочинения А. И. Солженицына «Двести лет вместе».
Переводчик сочинений Борхеса, Ортеги-и-Гассета, Леонардо Шаши, Честертона на русский язык.

## Избранная библиография
- Евреи в русской армии, 1827—1914. — М.: Новое литературное обозрение, 2003. — 556 с., [4] л. ил. (Historia Rossica) (рец.:  Архивная копия от 28 апреля 2015 на Wayback Machine)
- Jews in the Russian Army, 1827—1917: Drafted into Modernity. — Cambridge and New York: Cambridge University Press, 2008. — 307 p. — ISBN 978-0521515733.
- The Anti-Imperial Choice: the Making of the Ukrainian Jew. — New Haven: Yale University Press, 2008. — 384 p. — ISBN 978-0300137316.
- Lenin’s Jewish question. — New Haven: Yale University Press, 2010. — xvii, 198 p.: ill.
- Еврейский вопрос Ленину. — М.: Мосты культуры; Иерусалим: Гешарим, 2012. — 288 с.